# Jean-Pierre Barbier
Jean-Pierre Barbier (* 11. November 1960 in Bron) ist ein französischer Politiker. Er ist seit 2012 Abgeordneter der Nationalversammlung.
Barbier studierte in Grenoble Pharmazie und arbeitete danach in La Côte-Saint-André im Département Isère als Apotheker. Nachdem er in einer Apotheke in Lyon gearbeitet hatte, eröffnete er 1993 in La Côte-Saint-André eine eigene. 1995 wurde er zum Bürgermeister der nahegelegenen Gemeinde Penol. Nach der Gründung der UMP im Jahr 2002 trat Barbier in die neugegründete Partei ein. 2005 gelang ihm der Einzug in den Generalrat des Départements Isère. Bei den Parlamentswahlen 2012 zog er für den siebten Wahlkreis des Départements in die Nationalversammlung ein.